# Francisco de Hoces
Francisco de Hoces (Córdoba, fl. siglo XV-Oceanía, 1526) fue un marino y explorador español que, en 1525, participó en la expedición de García Jofre de Loaísa con el objetivo de cruzar el estrecho de Magallanes al mando de la carabela San Lesmes. Durante la travesía, una tormenta lo arrastró, convirtiéndose en el primer europeo en avistar el mar o paso que se conoce con su nombre en España, referido fuera de ella como «Pasaje de Drake».

## Descubrimiento del mar de Hoces
El objetivo de la expedición  marítima de García Jofre de Loaísa era tomar y colonizar las islas Molucas (situadas en la actual Indonesia), ricas en especias, cuya propiedad era disputada en ese momento por las coronas de Castilla y Portugal.
Estando en el estrecho de Magallanes, Hoces se encontró con un temporal cuando trataba de cruzarlo, lo que le obligó a navegar hasta los 55 ° de latitud sur, convirtiéndose en el descubridor del Mar de Hoces , el paso al sur del cabo de Hornos en el extremo meridional del continente (aunque no llegó a adentrarse en el Pacífico, pues regresó junto al resto de la expedición, que cruzaría el estrecho de Magallanes), todo ello según la relación que del viaje hizo Andrés de Urdaneta, aunque hay autores que han estudiado la imposibilidad de que Hoces y la carabela San Lesmes llegasen tan al sur.
Hoces se habría anticipado en más de medio siglo al corsario inglés Francis Drake. Es por ello que en España se conoce como «Mar de Hoces» al paso marítimo que fuera del territorio ibérico es denominado como «pasaje de Drake».

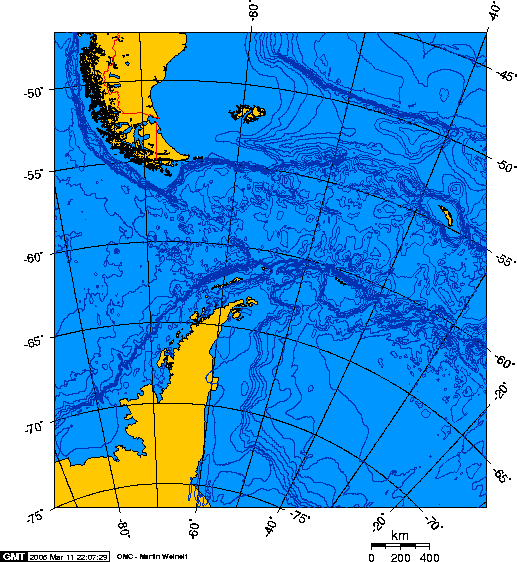
Mapa del mar de Hoces, situado entre el cabo de Hornos y las islas Shetland del Sur.

Hoces es relevado al mando de la carabela San Lesmes por Diego Alonso de Solís debido a una enfermedad. Al año siguiente, el 1 de junio de 1526 la carabela se vuelve a perder debido a un temporal y desde entonces no se tuvo noticia alguna de la tripulación, aunque según hipótesis recientes, podría haber llegado hasta Nueva Zelanda y el sur de Australia, lugar donde finalmente naufragaría. De ser así, los tripulantes de la carabela San Lesmes habrían sido los primeros europeos en ver esos territorios.